# The Mars Volta
The Mars Volta — американская рок-группа, образованная Седриком Бикслером-Завалой и Омаром Родригесом-Лопесом. Они играют прогрессивный рок с сильным влиянием джаза и латиноамериканской музыки. Группа известна своими дикими, энергичными концертными шоу, загадочными текстами песен, музыкальной виртуозностью и использованием эмбиентной музыки для создания нужной атмосферы.
Единственными постоянными участниками группы остаются Омар Родригес-Лопес (гитара, продюсер, направление) и Седрик Бикслер-Завала (вокал, тексты песен), партнёрство которых составляет основу группы.
В текущий состав группы также входят основательница Ева Гарднер (бас), брат Омара Марсель Родригес-Лопес (клавишные, синтезаторы) и Вилли Родригес-Киньонес (барабаны).

## История

### Начало
Участники рок-группы At the Drive-In вокалист Седрик Бикслер-Завала и гитарист Омар Родригес-Лопес участвовали в сайд-проекте DeFacto со звукоинженером Джереми Майклом Уордом, который был ответственен за различные семплерные, вокальные и дисторшн-эффекты. Звуковая композиция напоминала галлюциногенный инструментальный даб. Хотя DeFacto начинали как местная рок-команда, они попали под влияние пионеров регги и даба, таких как Ли Перри и Доктор Алимантадо. Музыканты также увлеклись электроникой, латиноамериканской музыкой (сальсой) и джазом, отчего их собственные композиции приобрели специфическое звучание. Они играли на местных концертах в окрестностях родного города — Эль Пасо, штат Техас — и выпустили первый альбом под названием How do you dub? You Fight for Dub. You plug Dub in.
В 2000 году группа перебралась в Лонг Бич, штат Калифорния, и в состав вошёл клавишник Исайа Оуэнс по прозвищу Айки. В 2001 году DeFacto выпустили свой второй альбом Megaton Shotblast на лейбле Gold Standard Laboratories и добились устойчивого успеха. При этом музыканты оставались участниками At the Drive-In, от которой им досталось много фанатов. DeFacto продолжала экспериментировать со звуком, Омар и Седрик покинули At the Drive-In (остальные участники продолжили без них под названием Sparta), к группе присоединилась Ева Гарднер и группа была переименована в The Mars Volta. С новым именем проект должен был воплотить все их творческие задумки. Первый состав группы — на первом публичном выступлении на Chain Reaction в Анахайме, штат Калифорния — включал в себя состав DeFacto, Еву Гарднер и Джона Теодоре. Кроме того, в 2001 году группа записала две песни с Алексом Ньюпортом, которые стали её первым демо. Они записали ещё три песни с Алексом Ньюпортом и собрали сингл Tremulant EP, который был выпущен небольшим тиражом в 2002 году. В течение 2002 года «марсы» готовились к выпуску первого альбома.

### De-Loused in the Comatorium
Сразу после выпуска Tremulant EP, The Mars Volta продолжают свой тур, во время которого меняется состав группы. Это событие выпадает на время приготовления для записи нового альбома De-Loused in the Comatorium, продюсером которого стал Рик Рубин. Тогда как Tremulant EP был пока что единственным и то мини альбомом, после которого было множество пророческих обещаний завершить полный альбом, De-Loused in the Comatorium — это совместная работа с неординарной фантазией. В альбоме все треки связаны единой историей, которая излагается от первого лица героем, находящимся в наркотической коме, где он борется против дьявола в своем сознании. The Mars Volta объявили в интервью, что герой в этой истории не кто иной, как их давний друг Хулио Венегас или, как они прозвали его в альбоме, «Cerpin Taxt». Он находился в состоянии комы несколько лет, а когда проснулся, то прыгнул с моста прямо на поток машин. Смерть Венегаса также упоминалась в песне At the Drive-In «Embroglio» из альбома
Acrobatic Tenement.
Во время записи альбома группа не была укомплектована полностью, не хватало басиста. Фли, басист из Red Hot Chili Peppers, сыграл в 9 композициях из 10 присутствующих в альбоме. De-Loused in the Comatorium сразу стал коммерчески успешным и оправдал все труды и расходы, было продано около 500,000 копий, несмотря на то, что альбом нигде не рекламировался. Было получено много положительной критики, также альбом появился в нескольких списках лучших альбомов по итогам года.
Позже группа выпустила небольшим тиражом книгу, в которой в деталях и со всеми подробностями описывается лёгшая в основу альбома De-Loused in the Comatorium история.
Во время тура с Red Hot Chili Peppers, 25 Мая, Джереми Уорд скончался от передозировки героина. Группа сразу же прервала свой тур. Первый сингл из De-Loused in the Comatorium был посвящён Джереми Уорду. Именно ему De-Loused in the Comatorium был обязан своими вокальными и электронными эффектами.
Этот случай заставил участников группы прекратить употреблять наркотики.

### Frances the Mute
Во время тура в поддержку De-Loused in the Comatorium к коллективу просоединился Juan Alderete (Racer X) на место басиста, а место барабанщика занял брат Омара, Марсель Родригес Лопес (Marcel Rodriguez-Lopez). В этом составе в 2004 группа начала записывать свой второй альбом Frances the Mute.

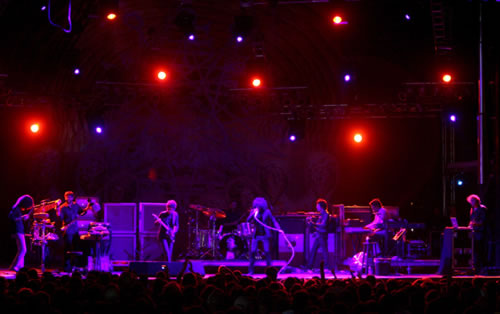
The Mars Volta on stage at the Vegoose Festival.

И уже в 2005 альбом был на музыкальном рынке. Frances the Mute включает последние записи технического звучания из дневника покойного Джереми Уорда, которые были найдены в машине Уорда, когда машину вернули владельцу, после ареста. Каждая песня была детально основана на характерах, взятых из дневника.
Frances the Mute стартовал намного успешнее чем De-Loused. Уже в первую неделю было продано около 123,000 копий и альбом дебютировал на четвёртом месте в Billboard album charts, но это в основном благодаря песне «The Widow», заслужившей огромного внимания на радио и телевидении.
Альбом обратил на себя довольно много внимания и получил множество отзывов и критики, в основном положительной. Журнал Rolling Stone писал о Frances the Mute как о лихорадочном и барочном, о поисках самого себя, используя музыкальные манипуляции и трюки с волшебством и гравитацией, как Led Zeppelin тридцать лет тому назад. В то же время Pitchfork Media назвали альбом гомогенным потоком из переполненного сознания. Как бы то ни было, даже противники группы, прослушав Frances the Mute, восхваляли музыкальные способности и возможности ребят из The Mars Volta. «L'Via L'Viaquez» позже был урезан до 5 минут вместо 12 минут, как в оригинале, и был выпущен как сингл, а позже был снят клип.
Вся музыкально-инструментальная часть в Frances the Mute была написана Родригесом-Лопесом (гитарная, клавишная и барабанная с небольшой помощью Теодора), также Омар поставил все аранжировки и выступил в роли продюсера. Во время записи альбома Омар Родригес-Лопес использовал методы джаз-музыкантов, таких как Майлс Дейвис, требуя от музыкантов идеального исполнения, также не давая музыкантам возможности услышать игру друг друга или все исполнение полностью, кроме как своего личного. Таким образом каждый играл свою часть отдельно, как будто это его сольное выступление. А в самом конце всё записывали под ритм метронома.
20 мая 2005 года, на Лос-Анджелесском фестивале альтернативного рока Weenie Roast Festival группа, вместо обычного выступления, отличилась своей импровизацией длительностью в 40 минут, с шуточным названием «Аборт ещё одного белого мяса» (в оригинале «Abortion, The Other White Meat»).
Во время тура по США к The Mars Volta присоединяется Пол Инохос (Paul Hinojos), основатель At the Drive-In и участник проекта Sparta. Решивший присоединиться к The Mars Volta, он ушёл из Sparta, заявив: «Я исчерпал все свои возможности со „Спартой“ и там уже не интересно». Таким образом, он занял место звукового манипулятора, которое раньше принадлежало Уорду. Инохос принимал участие в поездках группы в 2003 и в 2004 годах. В 2005 году группа приняла участие в туре в поддержку альбома вместе с System of a Down, а также выступила на фестивале All Tomorrow’s Parties вместе с такими коллективами как the Locust, Mastodon, Blonde Redhead, и Diamanda Galás, позже титулованный как «кошмар перед рождеством».
Вдобавок был выпущен альбом с живым выступлением Scabdates, 8 ноября 2005 года. Frances the Mute дебютировал на 4-м месте в Billboard Top 200 и было продано около 465,000 копий в США.

### Amputechture
Выпущен 8 Сентября 2006 года в Европе, 9 Сентября в Австралии и 12-го — в США. Альбом сильно отличается по своему музыкальному содержанию от предыдущих двух.
Омар Родригес: «„Amputechture“ — всего лишь слово, которое было изобретено нашим другом. Ампутектура слова [смеётся] — это „ампутировать“ и „архитектура“ — слово само является описанием себя, своего процесса. Нам просто нравится, как оно звучит; оно создаёт в голове множество изображений того, чем оно может быть. И мы поняли, что оно очень подойдёт для процесса группы, потому что идея состоит в том, чтобы вырезать старые части, чтобы дать дорогу новым частям, и избавиться от определённых вещей, которые мы делали раньше, чтобы освободить место для новых понятий».
При создании Amputechture Бикслер-Завала не полагался только на один источник вдохновения для своей лирики — было несколько идей, которые занимали его голову в то время: "«Всё достаточно свободно, на самом деле, мне нравится то, как „Ночная галерея“ имела общую идею, что это галерея, и при этом каждая картина рассказывала свою историю, отличную от других. Мне кажется, мне хотелось бы создать альбом по этому же принципу. Главные мысли везде разные, но все песни связаны между собой странным образом. Каждая песня будет особым эпизодом, который связан с остальными так же, как в „Магнолии“ все эти разные герои сошлись в конце. Вот тема иммигрантских маршей, которые происходили здесь, я видел по новостям историю о женщине, которая была убита тем священником, потому что, предположительно, она была одержима. Это вдохновило меня написать о Западном феномене заключения кого-либо в тюрьму, если ты считаешь его сумасшедшим, поскольку в некоторых частях мира, таких как Южная Америка, люди вроде этой женщины считались бы шаманами. Этот альбом является комментарием к страху перед Богом вместо любви к Богу, который идёт за руку с Католицизмом. Для меня религия является причиной такого количества конфликтов в мире, и я думаю, совсем не обязательно верить в этого голубоглазого, белобородого, седовласого Бога. Amputechture — мой персональный способ описания просвещения, или просто праздник человека, который является шаманом и не является сумасшедшим. Это о шишковидной железе и содержащихся в ней элементах, способных имитировать опыт DMT, и как мы сможем найти лекарство от рака и СПИДа, если будем больше интересоваться тем, что происходит в тропических лесах. На этом альбоме мы приблизились к тому, чтобы не позволять никому знать, что происходит с музыкой, — каждый входил и записывал свою партию прямо там и тогда. Фрушианте узнал свою партию за пять минут до того, как мы её записали, и весь альбом был записан большими кусками. Это наиболее импровизационная вещь из того, что мы делали».
Именно Джону Фрушанте из Red Hot Chili Peppers принадлежит большее число гитарных партий, Омар говорил, что это позволяет ему видеть их музыку со стороны и больше обращать внимание на продюсирование. Также в группу пришёл из Sparta Пол Инохос. Вот как это комментирует Омар Родригес: «Это многое упростило для меня. Самое главное — это место Пола в наших жизнях, личность Пола, наша с Полом дружба. Мы годами играли с ним в другой группе, отсюда эта знакомость и этот комфорт от нахождения рядом с ним. И это действительно развязало мне руки как лидеру группы и как продюсеру альбома. Наряду с ним и с тем, что гитарные партии исполняет Джон Фрушианте, который по существу стал членом группы на этой записи, я мог научить их играть их партии и затем просто сидеть за пультом и действительно слышать звучание группы и иметь объективную точку зрения на то, что мы делаем».
Этот альбом вызвал наиболее противоречивую реакцию: отзывы варьировались от «попсовости» до «арт-рока» и «лучшей прогрессивной записи группы». Диск открывается тягучим почти на 8 минут треком, отмеченным сильными вокальными партиями Седрика. Второй трек «Tetragrammaton» открывается резким началом, возможно это одна из лучших композиций группы. Следом идёт почти коммерческая, но весьма приятная «Vermicide», потом слушатель окунается в близкую по характеру к «Tetragrammaton», но более инструментальную «Meccamputechture», переходящую в акустическую и загадочную «Asilos Magdalena». Затем идёт чуть ли ни танцевальная по своей драйвовости «Viscera Eyes». Далее выделяется «День Бафомета» («Day Of The Baphomets»), и завершается всё «El Ciervo Vulnerado», столь же тягучей как и 1-й трек.

### The Bedlam in Goliath
В 2007 году барабанщик Thomas Pridgen присоединился к группе во время мартовского шоу в Новой Зеландии, где группа дебютировала
с новой песней «Idle Tooth», которая впоследствии была переименована на «Wax Simulacra» для будущего альбома.

### Octahedron
Омар Родригес-Лопес упоминал о новом альбоме группы ещё в январе 2008 года, в том же месяце, когда был выпущен «The Bedlam in Goliath», говоря: «Я думаю о нём как о нашем акустическом альбоме». Седрик Бикслер-Завала изъявил желание, чтобы альбом не был выпущен на мэйджор-лейбле. В феврале Родригес-Лопес объявил, что «следующие две записи The Mars Volta уже готовы и ждут даты релиза».
14 апреля 2009 года группа анонсировала пятый альбом, названный «Octahedron» (в переводе на русский — «Восьмигранник»). Он был выпущен 23 июня в США, а 22 июня — по всему миру. Для того, чтобы несколько «очистить» звучание группы, Родригес-Лопес попросил звукового манипулятора Пола Хинойоса и саксофониста Адриана Терразаса-Гонзалес покинуть группу. Затрагивая в беседу с прессой их уход, перкуссионист группы Марсель Родригес-Лопес говорил: «Похоже, как будто мы — полностью новая группа. У нас на два участника меньше — мы должны и играть по-другому».
Первый сингл, выпущенный в Северной Америке, был «Since we’ve been wrong». Первым европейским синглом была песня «Cotopaxi».

### Noctourniquet
Шестой альбом The Mars Volta, выпущенный в 2012 году, основан на похождениях героя комиксов Соломоном Гранди и греческом мифе о прекрасном Гиацинте.
23 января 2013 года вокалист Седрик Бикслер-Завала заявил в своём твиттере, что покидает коллектив и пожаловался на Омара Родригеса-Лопеса. По словам Седрика, только он был заинтересован в существовании группы. Однако Омар больше занимался своими сайд-проектами. Из всего этого следует, что группа The Mars Volta прекратила своё существование.

### Воссоединение и новая музыка
Слухи о возвращении Mars Volta начались в 2019 году, а в 2022 году группа наконец выпустила свой первый новый альбом за последнее десятилетие.
18 июня 2022 группа раскрыла координаты места в Лос-Анджелесе, где фанатам было разрешено прослушать новую песню группы. За этим последовал выпуск сингла «Blacklight Shine» и объявление о туре, ознаменовав их первую новую музыку и первые живые выступления за десять лет..
Альбом The Mars Volta был встречен критически, как и их концерты в течение 2022 года.

## Состав

### Нынешний состав
- Омар Родригес-Лопес — гитара, направление, бэк-вокал  (2001—2012, 2022-настоящее время)
- Седрик Бикслер-Савала — вокал  (2001—2012, 2022-настоящее время)
- Ева Гарденер — бас-гитара  (2001—2002, 2022-настоящее время)
- Марсель Родригес-Лопес — синтезатор, клавишные  (2005—2012, 2022-настоящее время); перкуссия (Октябрь 2003—2010)
- Вилли Родригес-Киньонес — барабаны (2022-настоящее время)

### Бывшие участники
- Исайа Айки Оуэнс — клавишные (2001—2010; умер в 2014)
- Джереми Уорд — звуковые эффекты (2001—2003; умер в 2003)
- Блэйк Флеминг — барабаны (2001, 2006)
- Джон Теодоре — барабаны (2001—2006)
- Джон Фрушанте — гитара (2002—2008)
- Фли — бас-гитара (2002)
- Линда Гуд — клавишные (2002)
- Ральф Джаззо — бас-гитара (2002)
- Джейсон Ладер — бас-гитара (2003)
- Пабло Инихос-Гонсалес — звуковые эффекты (2003—2008)
- Адриан Терразас-Гонсалес — деревянные духовые инструменты (2004—2008)
- Томас Приджен — барабаны (2006—2009)
- Ларс Стелфорс — звуковые эффекты (2008—2011)
- Дэвид Элитч — барабаны (2009—2010)

## Дискография
- De-Loused in the Comatorium (2003)
- Frances the Mute (2005)
- Amputechture (2006)
- The Bedlam in Goliath (2008)
- Octahedron (2009)
- Noctourniquet (2012)
- The Mars Volta (2022)
- Que Dios Te Maldiga Mi Corazón (2023)
- Lucro Sucio; Los Ojos del Vacío (2025)